# Rappresentanza politica
Per rappresentanza politica s'intende normalmente la trasmissione formale del potere tra chi detiene la sovranità (la totalità degli individui, ai quali dunque appartiene il potere: democrazia) e chi è legittimato da questi a imprimere contenuto al comando politico (la persona rappresentativa). È elemento fondamentale in una forma di governo di uno Stato di democrazia classica.

## Etimologia
Il termine "rappresentanza" deriva dal verbo latino arcaico re-ad-praesentàre, da cui il latino classico repraesentàre. Questo verbo è dunque composto dalla particella re ("di nuovo"), da praesens, accusativo praesentem ("presente") e dalla particella interposta ad ("a"). Dunque, il significato forse più letterale è "rendere presenti cose passate o lontane", e di conseguenza quello di esporre sia fisicamente sia mentalmente figure o fatti. Degno di nota, non da un punto di vista etimologico, ma per quanto riguarda il significato specifico del termine, è il riferimento cui rinvia il greco antico μορφóω (morphoo), e cioè al significato di "dar forma a", e, dunque, in questo senso, di "rappresentare".

## La storia

### Introduzione
Per comprendere meglio l'analisi e la critica del concetto moderno-occidentale della rappresentanza politica è, infine, opportuno ricorrere all'esame delle cause storiche e sociali che l'hanno preparato e generato e seguire come dal Medioevo a poco a poco si è applicato e diffuso nelle moderne istituzioni; ma, poiché un tale studio è stato già ampiamente svolto e divulgato, non occorre entrare nei particolari della narrazione storica e basta accennare a grandi linee i risultati a cui si è giunti.

### L'età classica
Nell'età classica, greca e romana, il concetto della rappresentanza politica non esisteva.
A causa della ristrettezza numerica dei cittadini che avevano il diritto e l'agio di dedicarsi alla cosa pubblica infatti il popolo normalmente, in materia legislativa e giudiziaria, partecipava direttamente al governo dello Stato mentre, in materia esecutiva, delegava il potere pubblico a cittadini (i "magistrati"), affinché lo esercitassero secondo la volontà popolare.
Ciò è tanto vero che, nell'età classica, mancava una chiara determinazione delle funzioni di ogni organo pubblico, il legislatore costituiva un'eccezione e appariva rivestito di un carattere divino o semi-divino e l'evoluzione del diritto non dipendeva quasi mai da creazioni improvvise ed ex novo, ma da consuetudini lentamente consolidatesi nella convivenza e dall'accumularsi e dall'espandersi della giurisprudenza propriamente detta (Vincenzo Miceli).
La rappresentanza, nell'età classica, aveva pertanto un carattere privatistico.

### L'età medievale
Nell'età medievale il concetto della rappresentanza politica fu preparato dal contatto tra i popoli barbari e i popoli dell'Impero, dei quali i primi erano organizzati in gruppi, sottogruppi e divisioni di ogni genere, con una svariata quantità di costumi e di diritti, presentavano una cooperazione politica vigorosa e attiva, ma slegata e individualistica, ed erano dominati a preferenza dal sentimento dell'autonomia e dell'indipendenza personale, mentre i secondi erano organizzati in un vasto aggregato politico, nel momento di massima unificazione politica e sociale, presentavano una cooperazione politica coordinata ed estesa, ma fiacca e passiva, ed erano dominati a preferenza dalla tendenza all'accentramento e al rispetto dell'autorità.
La lenta e costante fusione di questi opposti caratteri, il germanico e il latino, produsse la tendenza all'autonomia del gruppo (la tendenza di ogni aggregato sociale a trasformarsi in organismo politico) e si manifestò nella sostituzione dello Stato propriamente detto con numerosi e diversi gruppi sociali semi-autonomi (dotati ciascuno di una propria frazione di sovranità).
Tali gruppi, presentando al proprio interno un elevato livello di omogeneità, avevano un mandatario, che agiva in loro vece ogni volta che non potevano agire da sé, e man mano si organizzarono, prima nel feudo e poi nel comune (Vincenzo Miceli). La rappresentanza nell'età medievale continuava ad avere pertanto un carattere privatistico.

### L'età moderna
Nell'età moderna il concetto della rappresentanza politica fu generato dal naturale sviluppo dei vincoli della comune tradizione, lingua, razza, indole e territorio, che determinano il carattere proprio di una nazionalità, nonché dalla coalizione delle grandi classi sociali (l'aristocrazia, il clero, la borghesia e, in alcune parti, il ceto dei contadini) contro il monarca, che era prevalso sugli altri elementi politici e aveva acquistato un potere assoluto.
Il processo suddetto si manifestò nel rafforzamento della coesione sociale, nell'ingrandimento dello Stato, nell'accentramento dei poteri pubblici e nell'aumento del numero, delle funzioni e della specializzazione degli organi pubblici e si verificò, prima, in Inghilterra e, poi, nel continente.
In Inghilterra infatti la corona fu subito molto potente poiché il re normanno Guglielmo I, dopo una breve lotta contro le popolazioni anglosassoni, fu signore dell'isola e vi impiantò un rigido sistema feudale, che vedeva al vertice il re e alla base gli uomini più fedeli del suo seguito. In quella regione inoltre, in conformità alle antiche leggi e consuetudini anglosassoni, gli elementi sociali si mostrarono più energici, più vitali e più tenaci e conservarono sempre vivo il sentimento della libertà. Ben presto quindi l'aristocrazia e la borghesia nascenti si coalizzarono e iniziarono una lunga lotta contro la corona per restringerne a poco a poco la potenza e riguadagnare man mano le perdute libertà (V. Miceli).
Nel continente invece l'elemento monarchico rimase a lungo debole, perché scosso dal frazionamento feudale successo all'Impero carolingio, sicché, per ogni gruppo, il nemico da temere e da combattere non era il monarca, il cui aiuto veniva anzi spesso invocato, ma il gruppo più vicino e più potente. In quella regione inoltre il concetto latino di uno Stato potente e centralizzatore aveva messo più profonde radici e doveva certo esercitare un'azione più forte. Avvenne quindi che gli elementi sociali, in un primo tempo, persero ogni vigoria e si lasciarono assorbire dall'elemento monarchico mentre, in un secondo tempo, si coalizzarono contro di esso, avviando in tal modo anche nel continente, il lungo processo di trasformazione della monarchia da assoluta e feudale in rappresentativa (V. Miceli).
La rappresentanza nell'età moderna passò pertanto da un carattere privatistico a un carattere pubblicistico, in virtù dell'affermarsi della democrazia rappresentativa.

## Nella filosofia politica
Tale concetto, nella sua valenza specificamente filosofica, occupa una posizione di rilievo nel panorama della filosofia politica moderna. Senza di esso infatti non sarebbe possibile pensare l'agire politico, determinato e determinantesi mediante una rete di dispositivi che organizzano e strutturano logicamente questa realtà.

### Genealogia
Parlando di concetti è necessario parlare di genealogia, intesa in termini specificatamente nietzschiani. In altre parole: l'elemento storico ha molta meno realtà di quanto normalmente ci si deve aspettare. Infatti non è possibile una storia dei concetti, se per questa s'intende un resoconto cronologico finalizzato a ripercorrere, secondo un disegno unitario, i significati che si sono sedimentati in alcuni termini attraverso le diverse epoche storiche. Se così fosse, ciò significherebbe pensare i concetti come eterni, dotati di una validità universale a prescindere dal diverso contesto in cui sono inseriti. Se infatti si potesse anche solo tentare un confronto con i vari significati racchiusi in un termine, questo presupporrebbe almeno un nucleo identico atto a permettere tale paragone.
Chi sia stato il primo pensatore a usare coscientemente, fuori dell'ambito giuridico, il termine rappresentanza nel panorama moderno, è questione perlomeno dibattuta. Una possibile soluzione potrebbe trovarsi nella filosofia politica di Thomas Hobbes, specificatamente al suo Leviatano. In effetti, se fino ad allora tale concetto indicava l'atto del "rappresentare un terzo di fronte a qualcuno" già inserito in un contesto politico dato e determinato, da Hobbes in poi il significato cade sulla creazione dal nulla del soggetto politico: dalla tabula rasa si passa dunque alla costruzione di un ordine assolutamente nuovo, moderno.

### Logica
Si tratta ora di analizzare il concetto di rappresentanza alla luce delle sue principali strutture teoretiche, per verificare in che modo l'ordine politico moderno sia pensabile attraverso esso. Tale dispositivo rimanda inevitabilmente a concetti quali uguaglianza, libertà, legittimazione, individuo, e così via: se si parte dal presupposto che tutti gli individui sono per natura uguali tra loro, il problema sarà quello di fondare un ordine politico legittimo, in cui un rappresentante (o sovrano, o corpo politico, o Stato) abbia il diritto, dedotto e giustificato razionalmente, all'esercizio del potere.
Se infatti tutti sono ugualmente potenti e liberi, non è cosa da poco decidere chi debba essere il rappresentante: in effetti nessuno ha più diritto di un altro a esserlo. L'unico modo possibile è quello di delegare il potere a una persona che agisca come se fosse l'attore delle scelte di cui la totalità degli individui è autrice. In altri termini, il rappresentante è una persona artificiale che agisce nel nome della collettività come unico interprete legittimo della volontà generale: le scelte che egli farà saranno scelte fatte in nome di tutti quelli che l'hanno delegato a farle.
La creazione di questo ordine politico avviene mediante la dinamica del patto, il quale implica sempre una promessa per il futuro: tutti i singoli individui decidono di cedere una parte del loro potere a una persona che agirà in vece loro. La particolarità di questa struttura è che i contraenti del patto sono gli individui, soggetti non ancora politicizzati, i quali non stringono il patto con un rappresentante già presente: è infatti compito del patto creare ex nihilo il soggetto collettivo. Una volta determinato il rappresentante, egli non ha più nessuno di fronte a lui: è l'unico soggetto politico legittimo. Gli individui quindi non sono più presenti, ma vengono, per così dire, assorbiti nel corpo rappresentativo. Com'è possibile che la moltitudine sia una? Che una sia la persona rappresentativa (Hobbes).
Gli individui dunque non trasferiscono al sovrano alcun contenuto politico. Questa è la particolare forza del nuovo ordine: tutto si risolve a un livello puramente formale di trasmissione del potere. Un potere dunque vuoto per contenuto, il quale dovrà essere colmato solo da chi è legittimato a farlo. Da questo momento in poi il rappresentante è dotato di un potere irresistibile: qualsiasi diritto di resistenza viene negato, anzi non è, d'ora innanzi, più concepibile.

### Teologica
Dal punto di vista teologico sarebbe bene trattare della rappresentanza in riferimento alla rappresentazione. Nel XX secolo, l'attenzione al problema teologico-politico ha visto l'esplosione di un fecondo dibattito, la cui deflagrazione è dovuta, in parte, a Carl Schmitt. In base al suo celebre assunto secondo cui «tutti i concetti più pregnanti della moderna dottrina dello Stato sono concetti teologici secolarizzati» (Categorie del politico, trad. it. p. 61), il teorema della secolarizzazione diviene il fulcro interpretativo della realtà politica: in base a esso infatti è così possibile misurare il rapporto tra tempo storico e teologia.
Come tutti i più pregnanti concetti politici, anche la rappresentanza rimanda a una tipica struttura teologica: rendere presente ciò che per sua natura è assente. Banalmente, esiste una parola per definire Dio, dunque si può sempre parlarne, sebbene, data la sua natura, non sia concettualmente definibile. In altre più chiare parole: Dio s'ha da rappresentarselo (Wittgenstein). Questa aporia si ripresenta anche all'interno della stessa logica della rappresentanza, e precisamente all'altezza del patto e relativa delega al rappresentante.
Tale dinamica ha una falla naturale e necessaria se si pensa al fatto che il rappresentante è sia effetto, sia condizione del patto: contemporaneamente agli individui non si dà, e quando si dà, gli individui non esistono più. Ciò riflette il suo lato, per così dire negativo, sul problema della decisione e del diritto di resistenza: come si legge nella Bibbia (Giobbe 40, 25-32) nessuno che viva sotto il cielo potrà mai sottomettere il mostruoso Leviatano.

## L'analisi giuridica

### La rappresentanza
La rappresentanza è la conclusione di un negozio giuridico (la manifestazione cosciente e volontaria di un proprio intento, a cui l'ordinamento giuridico riconnette quegli effetti ritenuti necessari o convenienti alla sua miglior realizzazione in forma giuridica), da parte di un soggetto (il "rappresentante"), "per conto" (nell'interesse) di un altro soggetto (il "rappresentato") e nei confronti di un terzo, e si distingue in: individuale e collettiva, di interessi e di volontà, organica e soggettiva nonché legale e volontaria.

#### Individuale e collettiva
La "rappresentanza individuale" è la rappresentanza il cui interesse è "individuale", cioè appartenente a un individuo.

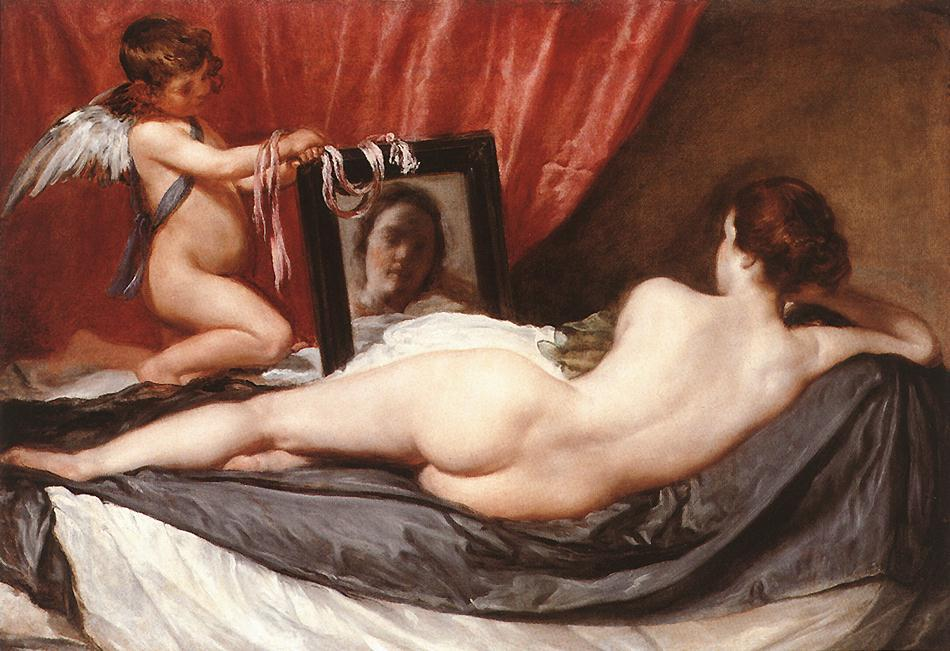
Diego Velàzquez, Venere allo specchio, 1650, 122,5x177 cm, olio su tela, Londra, National Gallery
----
Lo specchio è un potente simbolo della rappresentanza. Specularmente esso rappresenta ciò che per sua natura è assente.

La "rappresentanza collettiva" è la rappresentanza il cui interesse è "collettivo", cioè appartenente a una molteplicità di individui, e si distingue in
- "generale", che è quella il cui interesse è "universale", cioè appartenente alla totalità dei componenti della collettività, e
- "speciale", che è quella il cui interesse è "particolare", cioè appartenente a una parte – maggioritaria (l'"interesse maggioritario") o minoritaria (l'"interesse minoritario") – dei componenti della collettività.

#### Di interessi e di volontà
La "rappresentanza di interessi" è la rappresentanza il cui interesse è "oggettivo", cioè interpretato dal rappresentante. La "rappresentanza di volontà" è la rappresentanza il cui interesse è "soggettivo", cioè interpretato dal rappresentato.

#### Organica e soggettiva
La "rappresentanza organica" è la rappresentanza il cui rappresentante è un organo di una persona giuridica e il cui rappresentato è tale persona giuridica.
La "rappresentanza soggettiva" è la rappresentanza il cui rappresentante è un soggetto giuridico e il cui rappresentato è un altro soggetto giuridico e si distingue in:
- "diretta", che è quella il cui rappresentante agisce "in nome altrui" (con immediata destinazione degli effetti giuridici sul patrimonio del rappresentato - il potere di spendere il nome altrui"), e
- "indiretta", che è quella il cui rappresentante agisce "in nome proprio" (con immediata destinazione degli effetti giuridici sul patrimonio del rappresentante e con obbligo di successivo ritrasferimento degli stessi sul patrimonio del rappresentato).

#### Legale e volontaria
La "rappresentanza legale" è la rappresentanza il cui potere è conferito e regolato dalla legge.
La "rappresentanza volontaria" è la rappresentanza il cui potere è conferito e regolato dal rappresentato.

## Nella scienza politica
La "rappresentanza politica", in uno Stato di democrazia classica, è quella normalmente vigente nelle democrazie moderne e occidentali.
La dottrina politologica sottostante è stata enunciata da John Fitzgerald Kennedy con le seguenti parole:
(John Fitzgerald Kennedy, Ritratti del coraggio, Oaks ed., 2017, p. 293)
Hans Kelsen ha spiegato che questo carattere del parlamentarismo "è un compromesso tra l'idea di libertà politica e il principio della divisione differenziale del lavoro e che non solo le libertà, ma anche la divisione dei poteri sono un argine allo sconfinamento del principio democratico oltre il potere legislativo (ed anzi suggerisce l'idea che Montesquieu avesse formulato la nota teoria per salvaguardare uno spazio al sovrano piuttosto che al Parlamento). Ribadisce più volte che la rappresentanza è una finzione (anzi, la chiama anche "crassa finzione"), ma sostiene che la democrazia diretta è impossibile: l'unica forma di democrazia reale possibile è quella parlamentare".

## La critica sociologica
Proprio partendo da una rilettura delle analisi realistiche di Hans Kelsen, nella sociologia politica è sorta una critica al concetto moderno-occidentale della rappresentanza politica: essa afferma che tale concetto si è sviluppato essenzialmente secondo due contrapposte teorie, quella per cui la rappresentanza politica vigente nelle democrazie moderne e occidentali dovrebbe avere un carattere autoritario (la "teoria autoritaria") e quella per cui tale rappresentanza dovrebbe avere un carattere "democratico" (la "teoria democratica").
Nel distinguere la rappresentanza - secondo il grado di aderenza alla volontà dell'elettorato - in autoritaria, democratica e mista, tale dottrina attribuisce a ciascuna di tali categorie le caratteristiche che seguono.

### Autoritaria
La "rappresentanza politica autoritaria" è la rappresentanza politica, sul piano sostanziale, "generale" e "di interessi" nonché, sul piano formale, "organica" e "legale". Da quanto s'è detto, discendono i seguenti corollari: 
- sul piano sostanziale, che il rappresentante e il rappresentato consistono, rispettivamente, nel "governante" e nella "totalità dei governati" e che l'atto rappresentativo può prescindere dall'elezione;
- sul piano formale, che il rappresentante e il rappresentato costituiscono un unico soggetto giuridico e che il rapporto rappresentativo è disciplinato da un accordo "morale" (regolato cioè da norme morali - il "mandato non imperativo"): sicché il precetto rappresentativo ha un carattere "morale" e la sanzione rappresentativa non può superare la "mancata conferma".

La rappresentanza politica autoritaria pertanto è caratterizzata dal potere del rappresentante politico di disattendere le promesse elettorali.
Gli autori principali della teoria autoritaria sono G. Jellinek, Vittorio Emanuele Orlando, Santi Romano e Vincenzo Miceli, vissuti tra la seconda metà dell'Ottocento e la prima metà del Novecento.
La tesi fondamentale della teoria autoritaria è che la rappresentanza politica dovrebbe essere, sul piano sostanziale, generale e di interessi, poiché il massimo bene pubblico possibile consiste nella cura degli interessi universali e oggettivi dello Stato nonché, sul piano formale, organica e legale, poiché la complessità e l'imparzialità di tali interessi richiedono che il rappresentante abbia, rispetto al rappresentato, la titolarità diretta della sovranità (che, di conseguenza, dovrebbe essere unica e indivisibile).

### Democratica
La "rappresentanza politica democratica" è la rappresentanza politica, sul piano sostanziale, speciale e di volontà nonché, sul piano formale, soggettiva e volontaria. Da quanto s'è detto, discendono i seguenti corollari: 
- sul piano sostanziale, che il rappresentante e il rappresentato consistono, rispettivamente, nell'eletto e nella maggioranza degli elettori e che l'atto rappresentativo non può prescindere dall'elezione[23];
- sul piano formale, che il rappresentante e il rappresentato costituiscono due soggetti giuridici distinti, sicché, il precetto rappresentativo ha un carattere giuridico. La conclusione ulteriore - che il rapporto rappresentativo è disciplinato da un accordo giuridico (regolato da norme giuridiche - il "mandato imperativo") dotato di sanzione, consistente nella revoca - nega però il carattere libero della funzione rappresentativa[24] ed è stata affermata soltanto in particolari circostanze storiche (es. Comune di Parigi)[25].

La rappresentanza politica democratica, pertanto, è caratterizzata dall'obbligo di coerenza del rappresentante politico, rispetto agli impegni assunti in sede elettorale: la variabile, in proposito, è quella dipendente dal sistema elettorale, che lo rende responsabile come persona o come componente di un attore collettivo (partito, schieramento, movimento).
La tesi fondamentale della teoria democratica è che la rappresentanza politica dovrebbe essere, sul piano sostanziale, speciale e di volontà, poiché il massimo bene pubblico possibile consiste nella cura degli interessi maggioritari e soggettivi dello Stato nonché, sul piano formale, soggettiva e volontaria, poiché la semplicità e la parzialità di tali interessi richiedono che il rappresentante abbia, rispetto al rappresentato, la titolarità indiretta della sovranità (che, di conseguenza, dovrebbe essere molteplice e divisibile).

### Mista
Una teoria è stata affacciata, per conciliare le due esigenze sottese alla rappresentanza: la rappresentanza politica autoritaria, rispetto alla democratica, ha il vantaggio di garantire un'amministrazione più flessibile, comportando una maggiore libertà del rappresentante, mentre la rappresentanza politica democratica, rispetto all'autoritaria, ha il vantaggio di garantire un'amministrazione più rappresentativa, comportando la cura degli interessi della maggioranza degli elettori anziché quella degli interessi personali del rappresentante.
La "rappresentanza politica mista" è la rappresentanza politica, in tutto o in parte, autoritaria o democratica. Essa pertanto è caratterizzata dalla libertà del rappresentante politico di obbligarsi o meno a rispettare, in tutto o in parte, le promesse elettorali. Come ipotesi di conciliazione tra le due istanze, la rappresentanza mista potrebbe essere conseguita con l'istituzione di un "mandato costituzionale di rappresentanza politica", cioè un mandato il cui accordo consisterebbe nella candidatura e intercorrerebbe tra lo Stato e il candidato. La "causa del negozio giuridico" consisterebbe nella rappresentanza politica, mentre l'oggetto consisterebbe nel nucleo essenziale del programma elettorale e sarebbe sospensivamente condizionato all'elezione. Una tale legge costituzionale, reintroducendo una sorta di mandato imperativo, metterebbe in concorrenza i partiti politici, oltre che sui programmi elettorali, anche sulle conseguenze della mancata realizzazione degli stessi, vincolando maggiormente i rappresentanti politici al rispetto delle promesse elettorali.